# Hathrometra tenella
Hathrometra tenella är en sjöliljeart. Hathrometra tenella ingår i släktet Hathrometra och familjen fjäderhårstjärnor. Inga underarter finns listade i Catalogue of Life.